# Termofotovoltaika
Termofotovoltaika (TPV) je proces, ki opisuje energetsko konverzijo temperaturne razlike v električno energijo preko fotonov. Osnovni TPV sistem sestoji iz oddajnika (emiterja) in fotovoltaične diode.
Temperatura oddajnika je pri različnih sistemih od 900 °C do približno 1300 °C. V teoriji bi TPV naprava lahko delovala na vsaki temperaturi višji od temperature fotovoltaične diode (t. i. optični toplotni motor). Oddajnik je iz trdnega materiala oziroma posebej konstruirane strukture. Konvencionala sončna celica je v bistvu TPV naprava, kjer je Sonce oddajnik (emiter). Vsako telo s temperaturo večjo od 0° K  oddaja termalno radiacijo. Pri normalnih TPV temperaturah je sevanje infrardeče oziroma blizu infrardečega. Fotovoltaična dioda lahko absorbira del fotonov in jih spremeni v električno energijo.
TPV sistem imajo malo, oziroma nič gibljivih delov. Delujejo brez zvoka in potrebujejo malo vzdrževanja, zato so primerni na odmaknjenih lokacijah. Izkoristki so majhni in cena velika v primerjavi z drugimi sistemi za generacijo elektrike. Razvoj gre v smeri povečanja izkoristka in zmanjšanje cene.
TPV celice bi se lahko uporabljalo za konverzijo odpadne toplote pri termoelektrarnah v električno energijo. Lahko bi se tudi uporabljale v kombinaciji s fotovoltaičnimi celicami za večji skupni izkoristek. 
Pri zasnovi TPV sistema se teži k optimalnim nastavitvam emiterja (valovna dolžina, polarizacija, smer), ki bi najbolj ustrezal fotovoltaični celici. Velik del radiacije ni v pravilnih parametrih in se zato izgubi. Osredotoča se na galijeve antimonid (GaSb)in germanij (Ge) celice.
Razvoj TPV celic je zelo aktiven. Univerza v Houstonu namerava združiti TPV celice radioizotopnim termoelektričnim generatorjem - RTG, ki bi 3-4 krat izboljšal izkoristek trenutnih RTG generatorjev.